# エスタディオ・モヌメンタル (ペルー)
エスタディオ・モヌメンタル（Estadio Monumental）は、ペルーの首都リマにあるスタジアムで、南米ではマラカナンに次ぎ2番目の規模を持つ競技場でもある。

## 概要
老朽化されたエスタディオ・テオドーロ・ロロ・フェルナンデスに代わって2000年に完成。杮落とし試合はスポルティング・クリスタル戦だった。またサッカーペルー代表の主な試合会場、またコンサートの会場としても利用される。
2019年にはコパ・リベルタドーレス決勝が開催。